# Кинг, Родни
Ро́дни Глен Кинг (англ. Rodney Glen King; 2 апреля 1965 — 17 июня 2012) — афроамериканский житель Лос-Анджелеса, задержание которого полицейскими с чрезмерным применением силы спровоцировало массовые беспорядки в Лос-Анджелесе.

## История известности
Ночью 2 марта 1991 года Кинг (за рулём) и ещё двое, Бриант Аллен и Фредди Хелмс, ехали по Foothill Freeway (Interstate 210) в долине Сан-Фернандо в автомобиле Hyundai Excel. Мужчины возвращались от своих друзей в Лос-Анджелесе, где они смотрели баскетбольный матч и распивали алкоголь. Позже в госпитале, примерно через пять часов после задержания Кинга, уровень алкоголя в его крови был выше нормы, что означало, что во время езды его уровень алкоголя был 0,019 %. Это в два раза выше разрешённой нормы в Калифорнии. В 0:30 патрульные полицейские муж и жена Тим и Мелани Сингер зафиксировали превышение скорости машины, которую вёл Кинг. Они последовали за ним и приказали остановиться, но Кинг проигнорировал приказ. Вместо этого он увеличил скорость. Позже Кинг признался, что надеялся оторваться от полицейской погони, так как в случае задержания обвинение (вождение в нетрезвом состоянии) усугубило бы его положение, как недавно освобождённого по УДО за грабёж.
Кинг выехал с шоссе и поехал по жилой зоне на большой скорости (от 88 до 129 км/ч ≈ от 55 до 80 миль в час). К этому моменту его преследовали несколько полицейских машин и вертолёт. Примерно через восемь миль полицейские остановили Кинга, въехав в бок его автомобиля. Имена первых пяти полицейских Лос-Анджелеса, приехавших на место: Стейси Кун, Лоуренс Пауэлл, Тимоти Винд, Теодор Бризено и Роландо Солано.

## Задержание Кинга
Полицейский Тим Сингер приказал всем выйти из машины и лечь на землю лицом вниз. Мужчины (кроме Кинга) подчинились и были отвезены в участок без происшествий. Кинг не выходил из машины. Когда он вышел, он схватил себя за ягодицы, полицейская Мелани Сингер расценила это как попытку достать оружие. Она вытащила свой пистолет и направила на Кинга, приказав ему лечь на землю. Через некоторое время Кинг подчинился. Сингер приблизилась к нему, держа пистолет направленным на него, чтобы произвести арест.
Один из полицейских посоветовал ей убрать пистолет в кобуру, так как по инструкции есть вероятность, что подозреваемый может завладеть оружием, когда полицейский находится очень близко. После этого сержант Кун приказал остальным четырём полицейским применить метод «толпа», чтобы заставить Кинга подчиниться и надеть на него наручники. Суть этого метода состоит в том, что группа полицейских хватает руками нарушителя и держит его, не давая сопротивляться. Однако Кинг стал оказывать сопротивление, не давая схватить себя сзади. Полицейские отошли назад. Позже они заявили, что посчитали, что Кинг был под воздействием препарата фенциклидина, хотя лабораторные анализы этого не подтвердили.
Поскольку Кинг продолжал оказывать неподчинение (не реагировал на команды прекратить сопротивление), полицейские выстрелили в него из тазера в спину. Кинг немедленно упал на колени, потом поднялся и примерно пять секунд кричал.
В общей сложности Родни получил 55 ударов резиновой палкой, шесть ударов руками и два выстрела из электрошокового оружия несмертельного действия марки «Тазер».

## Съёмка на видеокамеру
Примерно с этого момента Кинга и полицейских стал снимать на видеокамеру Джордж Холлидей. На видео видно, как Кинг встаёт и идёт к Пауэллу. Видны провода, которые торчат из него. В этот момент Пауэлл бьёт его резиновой палкой по голове. Бризено останавливает Пауэлла от ещё одного удара. Пауэлл отходит назад. После этого Кинг встаёт на колени, и Пауэлл и Винд бьют его дубинками.
Позже Кун признался, что приказал наносить Кингу «сильные удары». Согласно его показаниям, Пауэлл и Винд нанесли серию ударов и отошли. На видео видно, как Кинг пытается встать снова. Кун приказывает полицейским «бить по суставам, запястьям, коленкам и икрам». Нанеся Кингу 56 ударов дубинкой и шесть ударов ногой, полицейские снова применили метод «толпы», надели на Кинга наручники и связали его верёвкой, зафиксировав руки и ноги. После этого они поволокли задержанного (лицом вниз) к дороге, куда должна была приехать скорая помощь.
Джордж Холлидей снимал видео из своей квартиры недалеко от перекрёстка бульвара Foothill и улицы Osborne на Lake View Terrace. Позже Холлидей выступил на местном телевидении (KTLA) со своим видео, которое немедленно «взорвало» средства массовой информации. Они часто показывали некоторые части этого видео, которое превратилось в одно из самых известных и широко обсуждаемых происшествий подобного рода.
Видео Холлидея подвигло других граждан использовать средства видеозаписи, чтобы бороться с полицейским произволом и насилием. В США появились организации «copwatch» (наблюдатели за полицейскими), такие как, например, группа защиты граждан — October 22nd Coalition to Stop Police Brutality (Коалиция «За прекращение полицейской жестокости»).
Кинга отвезли в госпиталь Pacifica Hospital сразу после задержания. Там было установлено, что у него треснула лицевая кость, сломано правое колено, зафиксированы синяки и раны. Подавая на городские власти в суд, Кинг заявил об «11 трещинах черепа, сотрясении мозга, сломанных костях и зубах, повреждённой почке и об эмоциональной и физической травме».
Полицейские засвидетельствовали, что он находился под влиянием алкоголя и марихуаны (26 нг/мл), но следов других наркотических веществ не было обнаружено. Медсёстры госпиталя Pacifica заявили, что полицейские, которые доставили Кинга (включая Винда), открыто шутили и хвастались о количестве ударов, нанесённых Кингу. Кинг подал в суд на муниципалитет, потребовав $3,8 миллионов долларов США.
9 марта 1993 года на последнем судебном заседании присяжные вынесли вердикт. Полицейские Лоуренс Пауэлл и Стейси Кун были признаны виновными и приговорены к 32 месяцам тюрьмы. Тимоти Винд и Теодор Бризено были оправданы. С них были сняты все обвинения.
Оправдание судом присяжных трёх из четырёх белых полицейских (четвёртый получил символическое взыскание), избивших Родни Кинга, спровоцировало массовые беспорядки в Лос-Анджелесе в 1992 году.
На известных киносайтах IMDb и Кинопоиск.ru Родни Кинг указан как актёр, сыгравший сам себя в нескольких фильмах. Отрывки хроники событий 1991—1992 годов были использованы в таких фильмах, как «Bastards of the Party», «Тупак: Воскрешение», «Проклятый сезон», «Twilight: Los Angeles», «Малкольм Икс», «Эквилибриум», «Голос улиц» и сериале «Американское правосудие», «Американская история Икс».
17 июня 2012 года тело 47-летнего Кинга было найдено в бассейне. По данным полиции, он утонул в результате несчастного случая, вызванного одновременным употреблением алкоголя, кокаина, марихуаны и «ангельской пыли» (фенциклидина). Вскоре порталом Filmz было объявлено, что режиссёру Джастину Лину, автору «Форсажа 5» предложили снять фильм, основанный на жизни Кинга.